# ویلابن
ویلابن (به فرانسوی: Villabon) یک کمون در فرانسه است که در Canton of Baugy واقع شده‌است.

## خصوصیات
ویلابن ۱۸٫۲۸ کیلومترمربع مساحت و ۵۵۴ نفر جمعیت دارد و ۲۱۲ متر بالاتر از سطح دریا واقع شده‌است.